# Chuang Chia-jung
Chuang Chia-jung (chin. trad. 莊佳容, chin. upr. 庄佳容, pinyin Zhuāng Jiāróng; ur. 10 stycznia 1985 w Kaohsiung) – tajwańska tenisistka, finalistka wielkoszlemowych Australian Open 2007 i US Open 2007 w grze podwójnej, reprezentantka w Pucharze Federacji.

## Kariera tenisowa
Była zawodniczką praworęczną, z oburęcznym bekhendem. Od 2004 wygrała kilka turniejów w ramach ITF Circuit, zarówno w singlu, jak i deblu. W tym samym roku debiutowała w grze pojedynczej w imprezie wielkoszlemowej (przegrała w Australian Open z Francuzką Amélie Mauresmo), a także po raz pierwszy przeszła rundę w turnieju w głównym cyklu rozgrywek WTA Tour (w II rundzie w Seulu odpadła z Polką Martą Domachowską). Również w Seulu doszła do finału turnieju deblowego, grając w parze z rodaczką Hsieh Su-wei.
W 2006 była w dalszych dwóch finałach deblowych – ponownie w Seulu (z Argentynką Marianą Díaz-Olivą) oraz w Tokio (Japan Open, z rodaczką Chan Yung-jan). Z Chan wygrała też swój pierwszy turniej WTA Tour, w Seulu 2005. W grze pojedynczej, mimo wygranych kilku mniejszych imprez ITF Circuit, nie przebiła się do czołówki; w listopadzie 2006 była klasyfikowana na 177. miejscu rankingu światowego.
W turnieju Australian Open 2007 para tajwańska Chuang w parze z Chan osiągnęły finał. Chuang, sklasyfikowana na 75. miejscu w rankingu deblistek i Chan, figurująca w tej klasyfikacji poza pierwszą setką, zdołały wygrać m.in. z rozstawionymi z piątką Dinarą Safiną i Katariną Srebotnik oraz drugą parę rozstawienia, broniące tytułu Chinki Yan Zi i Zheng Jie. W meczu ćwierćfinałowym przeciwko Ashley Harkleroad i Galinie Woskobojewej wygrały 6:0, 6:0. W finale reprezentantki Chińskiego Tajpej przegrały z Liezel Huber i Carą Black 4:6, 7:6, 1:6.
Chuang Chia-jung od 2001 występowała w reprezentacji Chińskiego Tajpej w Pucharze Federacji. Odniosła w tych rozgrywkach 26 zwycięstw (7 w singlu i 19 w deblu) oraz poniosła 11 porażek (6 w singlu, 5 w deblu).

## Historia występów wielkoszlemowych
Legenda
     W, wygrany turniej
     F, przegrana w finale
     SF, przegrana w półfinale
     QF, przegrana w ćwierćfinale
     xR, przegrana w x rundzie
     A, brak startu

### Występy w grze pojedynczej
| Australian Open          | A   | A   | A   | 1R  | A   | A   | A   | A   | A   | 0 / 1  | 0 – 1  |  |  |  |  |  |  |  |  |  |  |  |  |  |  |  |
| French Open              | A   | A   | A   | A   | A   | A   | A   | A   | A   | 0 / 0  | 0 – 0  |  |  |  |  |  |  |  |  |  |  |  |  |  |  |  |
| Wimbledon                | A   | A   | A   | A   | A   | A   | A   | A   | A   | 0 / 0  | 0 – 0  |  |  |  |  |  |  |  |  |  |  |  |  |  |  |  |
| US Open                  | A   | A   | A   | A   | A   | A   | A   | A   | A   | 0 / 0  | 0 – 0  |  |  |  |  |  |  |  |  |  |  |  |  |  |  |  |
|                          |     |     |     |     |     |     |     |     |     |        |        |  |  |  |  |  |  |  |  |  |  |  |  |  |  |  |
| Ranking na koniec sezonu | 743 | 469 | 313 | 200 | 307 | 177 | 507 | 462 | 501 | 0 / 23 | 9 – 23 |  |  |  |  |  |  |  |  |  |  |  |  |  |  |  |

### Występy w grze podwójnej
| Australian Open          | A   | A   | A   | A   | 3R | 1R | F  | 3R | 1R | 2R | QF | 1R | A | 1R | 1R | 1R | 1R | 0 / 12 | 13 – 12 |  |  |  |  |  |  |  |
| French Open              | A   | A   | A   | A   | A  | A  | QF | QF | 2R | 1R | 1R | 2R | A | A  | 2R | 1R | 1R | 0 / 9  | 9 – 9   |  |  |  |  |  |  |  |
| Wimbledon                | A   | A   | A   | A   | A  | A  | 3R | 1R | 2R | 2R | 1R | 1R | A | A  | 1R | 1R | 2R | 0 / 9  | 5 – 9   |  |  |  |  |  |  |  |
| US Open                  | A   | A   | A   | A   | 2R | A  | F  | 1R | 1R | 1R | 2R | QF | A | A  | 2R | 1R | 2R | 0 / 10 | 12 – 10 |  |  |  |  |  |  |  |
|                          |     |     |     |     |    |    |    |    |    |    |    |    |   |    |    |    |    |        |         |  |  |  |  |  |  |  |
| Ranking na koniec sezonu | 753 | 362 | 293 | 135 | 75 | 87 | 7  | 16 | 28 | 28 | 47 | 39 | – | 69 | 43 | 49 |    | 0 / 40 | 39 – 40 |  |  |  |  |  |  |  |

### Występy w grze mieszanej
| Australian Open | A | A | A | A | A | A | A  | QF | 2R | QF | QF | A | A | A | A | A  | A | 0 / 4  | 6 – 4   |  |  |  |  |  |  |  |
| French Open     | A | A | A | A | A | A | QF | 1R | 1R | 1R | 2R | A | A | A | A | 2R | A | 0 / 6  | 4 – 6   |  |  |  |  |  |  |  |
| Wimbledon       | A | A | A | A | A | A | 3R | QF | 3R | 1R | 1R | A | A | A | A | 2R | A | 0 / 6  | 3 – 6   |  |  |  |  |  |  |  |
| US Open         | A | A | A | A | A | A | 2R | 1R | 1R | A  | A  | A | A | A | A | A  | A | 0 / 3  | 1 – 3   |  |  |  |  |  |  |  |
|                 |   |   |   |   |   |   |    |    |    |    |    |   |   |   |   |    |   |        |         |  |  |  |  |  |  |  |
|                 |   |   |   |   |   |   |    |    |    |    |    |   |   |   |   |    |   | 0 / 19 | 14 – 19 |  |  |  |  |  |  |  |

## Finały turniejów WTA
| Legenda                     | Legenda |
| --------------------------- | ------- |
| Wielki Szlem                |         |
| Igrzyska olimpijskie        |         |
| WTA Tour Championships      |         |
| 1988 – 2008                 |         |
| Kategoria I                 |         |
| Kategoria II                |         |
| Kategoria III               |         |
| Kategoria IV                |         |
| Kategoria V                 |         |
| 2009 – 2020                 |         |
| WTA Premier Mandatory       |         |
| WTA Premier 5               |         |
| WTA Premier                 |         |
| WTA International Series    |         |
| WTA 125K series (2012–2020) |         |

### Gra podwójna 41 (25–16)
| Końcowy wynik | Nr  | Data                 | Turniej          | Nawierzchnia    | Partnerka           | Przeciwniczki                                  | Wynik finału         |
| ------------- | --- | -------------------- | ---------------- | --------------- | ------------------- | ---------------------------------------------- | -------------------- |
| Finalistka    | 1.  | 3 października 2004  | Seul             | Twarda          | Hsieh Su-wei        | Cho Yoon-jeong Jeon Mi-ra                      | 3:6, 6:1, 5:7        |
| Zwyciężczyni  | 1.  | 2 października 2005  | Seul             | Twarda          | Chan Yung-jan       | Jill Craybas Natalie Grandin                   | 6:2, 6:4             |
| Finalistka    | 2.  | 1 października 2006  | Seul             | Twarda          | Mariana Díaz-Oliva  | Virginia Ruano Pascual Paola Suárez            | 2:6, 3:6             |
| Finalistka    | 3.  | 8 października 2006  | Tokio            | Twarda          | Chan Yung-jan       | Vania King Jelena Kostanić Tošić               | 6:7(2), 7:5, 2:6     |
| Finalistka    | 4.  | 27 stycznia 2007     | Australian Open  | Twarda          | Chan Yung-jan       | Cara Black Liezel Huber                        | 4:6, 7:6(4), 1:6     |
| Finalistka    | 5.  | 11 lutego 2007       | Pattaya          | Twarda          | Chan Yung-jan       | Nicole Pratt Mara Santangelo                   | 4:6, 6:7(4)          |
| Zwyciężczyni  | 2.  | 18 lutego 2007       | Bangalore        | Twarda          | Chan Yung-jan       | Hsieh Su-wei Ałła Kudriawcewa                  | 6:7(4), 6:2, 11–9    |
| Finalistka    | 6.  | 17 marca 2007        | Indian Wells     | Twarda          | Chan Yung-jan       | Lisa Raymond Samantha Stosur                   | 3:6, 5:7             |
| Zwyciężczyni  | 3.  | 17 czerwca 2007      | Birmingham       | Trawiasta       | Chan Yung-jan       | Sun Tiantian Meilen Tu                         | 7:6(3), 6:3          |
| Zwyciężczyni  | 4.  | 23 czerwca 2007      | ’s-Hertogenbosch | Trawiasta       | Chan Yung-jan       | Anabel Medina Garrigues Virginia Ruano Pascual | 7:5, 6:2             |
| Finalistka    | 7.  | 9 września 2007      | US Open          | Twarda          | Chan Yung-jan       | Dinara Safina Katarina Srebotnik               | 4:6, 2:6             |
| Zwyciężczyni  | 5.  | 23 września 2007     | Pekin            | Twarda          | Hsieh Su-wei        | Han Xinyun Xu Yifan                            | 7:6(3), 6:3          |
| Zwyciężczyni  | 6.  | 30 września 2007     | Seul             | Twarda          | Hsieh Su-wei        | Eleni Daniilidu Jasmin Wöhr                    | 6:2, 6:2             |
| Finalistka    | 8.  | 7 października 2007  | Tokio            | Twarda          | Vania King          | Sun Tiantian Yan Zi                            | 6:1, 2:6, 6–10       |
| Zwyciężczyni  | 7.  | 10 lutego 2008       | Pattaya          | Twarda          | Chan Yung-jan       | Hsieh Su-wei Vania King                        | 6:4, 6:3             |
| Finalistka    | 9.  | 9 marca 2008         | Bangalore        | Twarda          | Chan Yung-jan       | Peng Shuai Sun Tiantian                        | 4:6, 7:5, 8–10       |
| Zwyciężczyni  | 8.  | 18 maja 2008         | Rzym             | Ceglana         | Chan Yung-jan       | Iveta Benešová Janette Husárová                | 7:6(5), 6:3          |
| Finalistka    | 10. | 25 maja 2008         | Strasburg        | Ceglana         | Chan Yung-jan       | Tetiana Perebyjnis Yan Zi                      | 4:6, 7:6(3), 6–10    |
| Zwyciężczyni  | 9.  | 27 lipca 2008        | Los Angeles      | Twarda          | Chan Yung-jan       | Eva Hrdinová Vladimíra Uhlířová                | 2:6, 7:5, 10–4       |
| Zwyciężczyni  | 10. | 28 września 2008     | Seul             | Twarda          | Hsieh Su-wei        | Wiera Duszewina Marija Kirilenko               | 6:3, 6:0             |
| Zwyciężczyni  | 11. | 12 kwietnia 2009     | Ponte Beach      | Ceglana         | Sania Mirza         | Květa Peschke Lisa Raymond                     | 6:3, 4:6, 10–7       |
| Zwyciężczyni  | 12. | 9 sierpnia 2009      | Los Angeles      | Twarda          | Yan Zi              | Marija Kirilenko Agnieszka Radwańska           | 6:0, 4:6, 10–7       |
| Zwyciężczyni  | 13. | 18 października 2009 | Osaka            | Twarda          | Lisa Raymond        | Chanelle Scheepers Abigail Spears              | 6:2, 6:4             |
| Zwyciężczyni  | 14. | 17 stycznia 2010     | Hobart           | Twarda          | Květa Peschke       | Chan Yung-jan Monica Niculescu                 | 3:6, 6:3, 10–7       |
| Finalistka    | 11. | 11 kwietnia 2010     | Ponte Beach      | Ceglana         | Peng Shuai          | Bethanie Mattek-Sands Yan Zi                   | 6:4, 4:6, 8–10       |
| Zwyciężczyni  | 15. | 9 listopada 2010     | Pekin            | Twarda          | Wolha Hawarcowa     | Gisela Dulko Flavia Pennetta                   | 7:6(2), 1:6, 10-7    |
| Zwyciężczyni  | 16. | 21 maja 2011         | Strasburg        | Ceglana         | Akgul Amanmuradova  | Natalie Grandin Vladimíra Uhlířová             | 6:4, 5:7, 10–2       |
| Zwyciężczyni  | 17. | 27 sierpnia 2011     | New Haven        | Twarda          | Wolha Hawarcowa     | Sara Errani Roberta Vinci                      | 7:5, 6:2             |
| Finalistka    | 12. | 14 stycznia 2012     | Hobart           | Twarda          | Marina Erakovic     | Irina-Camelia Begu Monica Niculescu            | 7:6(4), 6:7(4), 5–10 |
| Zwyciężczyni  | 18. | 4 marca 2012         | Kuala Lumpur     | Twarda          | Chang Kai-chen      | Chan Hao-ching Rika Fujiwara                   | 7:5, 6:4             |
| Zwyciężczyni  | 19. | 6 maja 2012          | Estoril          | Ceglana         | Zhang Shuai         | Jarosława Szwiedowa Galina Woskobojewa         | 4:6, 6:1, 11–9       |
| Zwyciężczyni  | 20. | 27 lipca 2014        | Nanchang         | Twarda          | Junri Namigata      | Chan Chin-wei Xu Yifan                         | 7:6(4), 6:3          |
| Zwyciężczyni  | 21. | 6 września 2014      | Suzhou           | Twarda          | Chan Chin-wei       | Misa Eguchi Eri Hozumi                         | 6:1, 3:6, 10–7       |
| Zwyciężczyni  | 22. | 20 września 2014     | Kanton           | Twarda          | Liang Chen          | Alizé Cornet Magda Linette                     | 2:6, 7:6(3), 10–7    |
| Finalistka    | 13. | 9 listopada 2014     | Tajpej           | Dywanowa (hala) | Chang Kai-chen      | Chan Hao-ching Chan Yung-jan                   | 4:6, 3:6             |
| Zwyciężczyni  | 23. | 23 maja 2015         | Strasburg        | Ceglana         | Liang Chen          | Nadija Kiczenok Zheng Saisai                   | 4:6, 6:4, 12–10      |
| Finalistka    | 14. | 29 sierpnia 2015     | New Haven        | Twarda          | Liang Chen          | Julia Görges Lucie Hradecká                    | 3:6, 1:6             |
| Zwyciężczyni  | 24. | 20 lutego 2016       | Dubaj            | Twarda          | Darija Jurak        | Caroline Garcia Kristina Mladenovic            | 6:4, 6:4             |
| Finalistka    | 15. | 27 sierpnia 2016     | New Haven        | Twarda          | Kateryna Bondarenko | Sania Mirza Monica Niculescu                   | 5:7, 4:6             |
| Finalistka    | 16. | 20 listopada 2016    | Tajpej           | Twarda (hala)   | Chang Kai-chen      | Nateła Dzałamidze Wieronika Kudiermietowa      | 6:4, 3:6, 5–10       |
| Zwyciężczyni  | 25. | 11 czerwca 2017      | Bol              | Ceglana         | Renata Voráčová     | Lina Ǵorčeska Aleksandrina Najdenowa           | 6:4, 6:2             |

## Występy w Turnieju Mistrzyń

### W grze podwójnej
| Rok  | Rezultat | Partnerka     | Przeciwniczki                  | Wynik    |
| 2007 | Półfinał | Chan Yung-jan | Katarina Srebotnik Ai Sugiyama | 2:6, 2:6 |

## Finały turniejów rangi ITF
| turnieje z pulą nagród 100 000 $   |
| turnieje z pulą nagród 75/80 000 $ |
| turnieje z pulą nagród 50/60 000 $ |
| turnieje z pulą nagród 25 000 $    |
| turnieje z pulą nagród 15 000 $    |
| turnieje z pulą nagród 10 000 $    |

### Gra pojedyncza 15 (10–5)
| Rezultat     |     | Data       | Turniej    | ($)    | Naw.     | Przeciwniczka          | Wynik         |
| Finalistka   | 1.  | 18/03/2001 | Kaohsiung  | 10 000 | Twarda   | Hsieh Su-wei           | 4:6, 6:3, 3:6 |
| Zwyciężczyni | 1.  | 03/11/2001 | Manila     | 10 000 | Twarda   | Dianne Matias          | 6:2, 6:1      |
| Zwyciężczyni | 2.  | 10/11/2001 | Manila     | 10 000 | Twarda   | Prariyawan Ratanakrong | 6:0, 6:1      |
| Zwyciężczyni | 3.  | 28/04/2003 | Dżakarta   | 10 000 | Ceglana  | Khoo Chin-bee          | 7:5, 6:4      |
| Zwyciężczyni | 4.  | 05/05/2003 | Surabaja   | 10 000 | Ceglana  | Liza Andriyani         | 6:2, 3:6, 6:1 |
| Zwyciężczyni | 5.  | 14/06/2003 | Seul       | 10 000 | Twarda   | Iwanna Israiłowa       | 6:2, 6:2      |
| Zwyciężczyni | 6.  | 09/08/2003 | Nonthaburi | 10 000 | Twarda   | Suchanun Viratprasert  | 6:2, 6:1      |
| Zwyciężczyni | 7.  | 11/04/2004 | Nowe Delhi | 10 000 | Twarda   | Hao Jie                | 6:3, 6:1      |
| Zwyciężczyni | 8.  | 27/06/2004 | Inczon     | 25 000 | Twarda   | Lee Eun-Jeong          | 6:3, 6:2      |
| Zwyciężczyni | 9.  | 23/08/2004 | Nowe Delhi | 25 000 | Twarda   | Sania Mirza            | 7:5, 6:4      |
| Finalistka   | 2.  | 22/05/2005 | Changwon   | 25 000 | Twarda   | Kim Jin-hee            | 6:4, 3:6, 4:6 |
| Finalistka   | 3.  | 14/11/2005 | Dżakarta   | 25 000 | Twarda   | Wynne Prakusya         | 4:6, 6:4, 1:6 |
| Finalistka   | 4.  | 23/07/2006 | Kurume     | 25 000 | Dywanowa | Chan Yung-jan          | 7:5, 4:6, 2:6 |
| Zwyciężczyni | 10. | 23/10/2006 | Makinohara | 25 000 | Dywanowa | Erika Takao            | 6:0, 6:4      |
| Finalistka   | 5.  | 06/11/2006 | Sutama     | 25 000 | Ceglana  | Hsieh Su-wei           | 4:6, 3:6      |

### Gra podwójna 48 (33–15)
| Rezultat     |     | Data       | Turniej           | ($)     | Naw.            | Partnerka           | Przeciwniczki                        | Wynik               |
| Zwyciężczyni | 1.  | 03/11/2001 | Manila            | 10 000  | Twarda          | Weng Tzu-ting       | Chao Hsiao-Han Khoo Chin-bee         | 6:4, 6:4            |
| Zwyciężczyni | 2.  | 10/11/2001 | Manila            | 10 000  | Twarda          | Weng Tzu-ting       | Ha Ji sun Shin Mi-Ran                | 6:0, 6:3            |
| Zwyciężczyni | 3.  | 04/02/2003 | Wellington        | 10 000  | Twarda          | Chan Chin-wei       | Nicole Kriz Sarah Stone              | 4:6, 7:6(3), 6:2    |
| Finalistka   | 1.  | 26/05/2002 | Tiencin           | 25 000  | Twarda (hala)   | Chan Chin-wei       | Yan Zi Zheng Jie                     | 0:6, 4:6            |
| Finalistka   | 2.  | 03/02/2003 | Wellington        | 10 000  | Twarda          | Ilke Gers           | Lauren Breadmore Kristen Van Elden   | 4:6, 1:6            |
| Finalistka   | 3.  | 09/03/2003 | Warrnambool       | 10 000  | Trawiasta       | Ilke Gers           | Monique Adamczak Madita Suer         | 4:6, 4:6            |
| Zwyciężczyni | 4.  | 23/03/2003 | Yarrawonga        | 10 000  | Trawiasta       | Ilke Gers           | Sarah Borwell Bree Calderwood        | 6:1, 7:5            |
| Finalistka   | 4.  | 30/03/2003 | Albury            | 10 000  | Trawiasta       | Ilke Gers           | Nicole Sewell Andrea Van Den Hurk    | 6:2, 1:6, 4:6       |
| Zwyciężczyni | 5.  | 04/04/2003 | Dżakarta          | 10 000  | Ceglana         | Hwang I-hsuan       | Sandy Gumulya Septi Mende            | 6:4, 6:3            |
| Zwyciężczyni | 6.  | 11/05/2003 | Surabaja          | 10 000  | Ceglana         | Khoo Chin-bee       | Liza Andriyani Wukirasih Sawondari   | 6:1, 6:0            |
| Finalistka   | 5.  | 14/06/2003 | Seul              | 10 000  | Twarda          | Chan Chin-wei       | Choi Jin-young Kim Mi-ok             | 2:6, 6:4, 5:7       |
| Zwyciężczyni | 7.  | 09/08/2003 | Nonthaburi        | 10 000  | Twarda          | Chan Chin-wei       | Kim Jin-hee Ryoko Takemura           | 6:2, 7:5            |
| Zwyciężczyni | 8.  | 17/08/2003 | Nakhon Ratchasima | 10 000  | Twarda          | Chan Chin-wei       | Dong Yan-hua Zhang Yao               | 6:4, 6:1            |
| Zwyciężczyni | 9.  | 23/11/2003 | Tainan            | 10 000  | Ceglana         | Chan Chin-wei       | Satomi Kinjo Wang I-ting             | 6:3, 6:1            |
| Finalistka   | 6.  | 11/04/2004 | Nowe Delhi        | 10 000  | Twarda          | Khoo Chin-bee       | Yang Shu-jing Yu Ying                | 6:7(8), 1:2 krecz   |
| Finalistka   | 7.  | 02/05/2004 | Gifu              | 50 000  | Dywanowa        | Wynne Prakusya      | Cho Yoon jeong Jeon Mi-ra            | 6:7(4), 2:6         |
| Zwyciężczyni | 10. | 06/06/2004 | Ulanhot           | 25 000  | Twarda          | Napaporn Tongsalee  | Du Rui Liu Nannan                    | 3:6, 6:2, 6:3       |
| Zwyciężczyni | 11. | 13/06/2004 | Pekin             | 50 000  | Twarda (hala)   | Wynne Prakusya      | Līga Dekmeijere İpek Şenoğl          | 6:3, 6:1            |
| Zwyciężczyni | 12. | 29/08/2004 | Nowe Delhi        | 25 000  | Twarda          | Hsieh Su-wei        | Akgul Amanmuradova Sania Mirza       | 7:6(8), 6:4         |
| Finalistka   | 8.  | 25/10/2004 | Haibara           | 25 000  | Dywanowa        | Hsieh Su-wei        | Chan Chin-wei Chan Yung-jan          | 6:7(5), 6:4, 6:7(3) |
| Finalistka   | 9.  | 01/11/2004 | Shenzhen          | 50 000  | Twarda          | Hsieh Su-wei        | Yan Zi Zheng Jie                     | 3:6, 1:6            |
| Zwyciężczyni | 13. | 27/02/2005 | Tajpej            | 25 000  | Twarda          | Hsieh Su-wei        | Ryōko Fuda Seiko Okamoto             | 6:3, 6:2            |
| Finalistka   | 10. | 15/05/2005 | Fukuoka           | 50 000  | Dywanowa        | Chan Yung-jan       | Ryōko Fuda Seiko Okamoto             | 2:6, 6:7(1)         |
| Zwyciężczyni | 14. | 22/05/2005 | Changwon          | 25 000  | Twarda          | Seiko Okamoto       | Chan Chin-wei Hsieh Su-wei           | 6:2: 7:5            |
| Zwyciężczyni | 15. | 30/05/2005 | Szanghaj          | 25 000  | Twarda          | Remi Tezuka         | Liu Wanting Sun Shengnan             | 4:6, 6:4, 6:1       |
| Zwyciężczyni | 16. | 05/06/2005 | Nankin            | 25 000  | Twarda          | Xie Yanze           | María José Argeri Leticia Sobral     | 6:3, 6:7(5), 6:2    |
| Finalistka   | 11. | 14/11/2005 | Dżakarta          | 25 000  | Twarda          | Chan Yung-jan       | Ryōko Fuda Wynne Prakusya            | 4:6, 4:6            |
| Zwyciężczyni | 17. | 20/02/2006 | Sydney            | 25 000  | Twarda          | Chan Yung-jan       | Ayumi Morita Junri Namigata          | 6:2, 6:1            |
| Zwyciężczyni | 18. | 27/02/2006 | Gosford           | 25 000  | Twarda          | Chan Yung-jan       | Beti Sekulovski Cindy Watson         | 6:2, 6:3            |
| Finalistka   | 12. | 28/03/2006 | Melbourne         | 25 000  | Ceglana         | Chan Yung-jan       | Monique Adamczak Erica Krauth        | 6:7(4), 6:1, 1:6    |
| Finalistka   | 13. | 08/05/2006 | Gifu              | 25 000  | Dywanowa        | Chan Yung-jan       | Chan Chin-wei Hsieh Su-wei           | 6:7(5), 6:3, 5:7    |
| Zwyciężczyni | 19. | 15/05/2006 | Fukuoka           | 25 000  | Dywanowa        | Chan Yung-jan       | Leanne Baker Christina Horiatopoulos | 6:1, 6:2            |
| Zwyciężczyni | 20. | 21/05/2006 | Ho Chi Minh       | 25 000  | Twarda          | Napaporn Tongsalee  | Līga Dekmeijere Trudi Musgrave       | 4:6, 6:1, 6:0       |
| Zwyciężczyni | 21. | 29/05/2006 | Pekin             | 50 000  | Twarda (hala)   | Tamarine Tanasugarn | Nina Bratczikowa Līga Dekmeijere     | 4:6, 6:2, 6:3       |
| Zwyciężczyni | 22. | 18/06/2006 | Inczon            | 25 000  | Twarda          | Napaporn Tongsalee  | Lee Jin-a Yoo Mi                     | 6:2, 6:4            |
| Zwyciężczyni | 23. | 09/07/2006 | Nagoja            | 25 000  | Twarda          | Shiho Hisamatsu     | Seiko Okamoto Ayami Takase           | 6:2, 6:3            |
| Zwyciężczyni | 24. | 23/07/2006 | Kurume            | 25 000  | Dywanowa        | Chan Yung-jan       | Seiko Okamoto Ayami Takase           |                     |
| Zwyciężczyni | 25. | 27/08/2006 | Nankin            | 25 000  | Twarda          | Xie Yanze           | Ji Chunmei Sun Shengnan              | 6:1, 7:6(11)        |
| Zwyciężczyni | 26. | 30/10/2006 | Hamanako          | 25 000  | Dywanowa        | Hsieh Su-wei        | Maki Arai Seiko Okamoto              | 7:6(2), 7:5         |
| Zwyciężczyni | 27. | 20/11/2006 | Kaohsiung         | 75 000  | Twarda          | Chan Yung-jan       | Chan Chin-wei Hsieh Su-wei           | 7:6(2), 6:1         |
| Zwyciężczyni | 28. | 24/04/2007 | Dothan            | 75 000  | Ceglana         | Chan Yung-jan       | Angelika Bachmann Vanessa Henke      | 6:2, 6:3            |
| Zwyciężczyni | 29. | 26/10/2008 | Tajpej            | 100 000 | Dywanowa (hala) | Hsieh Su-wei        | Hsu Wen-hsin Hwang I-hsuan           | 6:3, 6:3            |
| Zwyciężczyni | 30. | 08/11/2009 | Tajpej            | 100 000 | Twarda (hala)   | Chan Yung-jan       | Yayuk Basuki Riza Zalameda           | 6:3, 3:6, 10–7      |
| Zwyciężczyni | 31. | 07/11/2010 | Tajpej            | 100 000 | Dywanowa (hala) | Chang Kai-chen      | Hsieh Su-wei Sania Mirza             | 6:3, 6:3            |
| Finalistka   | 14. | 15/12/2013 | Hongkong          | 10 000  | Twarda          | Lee Ya-hsuan        | Abbie Myers Ellen Perez              | 6:4, 3:6, 8–10      |
| Zwyciężczyni | 32. | 27/04/2014 | Seul              | 50 000  | Twarda          | Chan Chin-wei       | Irena Pavlovic Kristýna Plíšková     | 6:4, 6:3            |
| Zwyciężczyni | 33. | 01/06/2014 | Changwon          | 25 000  | Twarda          | Junri Namigata      | Kim So-jung Lee Ye-ra                | 7:6(5), 6:0         |
| Finalistka   | 15. | 20/05/2017 | Trnawa            | 100 000 | Ceglana         | Renata Voráčová     | Naomi Broady Heather Watson          | 3:6, 2:6            |

## Występy w igrzyskach olimpijskich

### Gra podwójna
| Runda                                                                              | Partnerka         | Przeciwniczki                                     | Wynik               |
| ---------------------------------------------------------------------------------- | ----------------- | ------------------------------------------------- | ------------------- |
|                                                                                    |                   |                                                   |                     |
| Letnie Igrzyska Olimpijskie w Pekinie 2008, reprezentując państwo Chińskie Tajpej  |                   |                                                   |                     |
| I runda                                                                            | Chan Yung-jan [3] | Francja: Alizé Cornet / Virginie Razzano          | 7:6(2), 6:7(3), 7:5 |
| II runda                                                                           | Chan Yung-jan [3] | Włochy: Flavia Pennetta / Francesca Schiavone     | 6:7(1), 6:1, 6:8    |
|                                                                                    |                   |                                                   |                     |
| Letnie Igrzyska Olimpijskie w Londynie 2012, reprezentując państwo Chińskie Tajpej |                   |                                                   |                     |
| I runda                                                                            | Hsieh Su-wei      | Indie: Rushmi Chakravarthi / Sania Mirza          | 6:1, 3:6, 6:1       |
| II runda                                                                           | Hsieh Su-wei      | Włochy: Flavia Pennetta / Francesca Schiavone [7] | 6:7(3), 7:5, 6:4    |
| Ćwierćfinał                                                                        | Hsieh Su-wei      | Czechy: Andrea Hlaváčková / Lucie Hradecká [4]    | 3:6, 4:6            |